# Edentosuchus tienshanensis
Edentosuchus tienshanensis è un rettile estinto appartenente ai crocodilomorfi. Visse nel Cretaceo inferiore (circa 120 milioni di anni fa) e i suoi resti fossili sono stati ritrovati in Cina.

## Descrizione
Questo animale è noto per resti incompleti (due crani parziali e alcune vertebre del collo) che non permettono una ricostruzione dettagliata dell'animale. In ogni caso, dal raffronto con animali simili (ad esempio Protosuchus e Orthosuchus) è stato possibile ipotizzarne l'aspetto. Edentosuchus doveva essere un piccolo animale, non più lungo di un metro. Possedeva una dentatura differenziata: nella mascella superiore erano presenti denti anteriori conici, seguiti da due denti dotati di tre cuspidi. I successivi due denti erano dotati di numerose piccole cuspidi, mentre il quinto dente mascellare era bulboso, più grande degli altri e dotato di cuspidi molto piccole. Nella mandibola, solo alcuni dei nove denti di ciascun ramo erano dotati di piccole cuspidi, ma il secondo dente aveva la forma di una zanna di grandi dimensioni. Il cranio era lungo solo pochi centimetri e possedeva un muso corto e piuttosto stretto, seguito da una regione posteriore allargata. 

## Classificazione
Edentosuchus tienshanensis venne descritto per la prima volta nel 1973 da Yang Zhongjian, sulla base di un cranio parziale e di alcune vertebre del collo associate. Un altro cranio parziale venne scoperto in una spedizione del 2000, ed è possibile che anche uno scheletro incompleto postcranico appartenesse a questo genere, ma la mancanza di materiale in comune con gli altri due esemplari rende impossibile una corretta identificazione. Tutti i fossili provengono dal gruppo Tugulu del bacino dello Junggar, nella provincia dello Xinjiang in Cina. Originariamente Yang assegnò i fossili a una famiglia a sé stante (Edentosuchidae), ma uno studio compiuto sull'esemplare ritrovato nel 2000 ha indicato che questo animale era un membro dei Protosuchidae, una famiglia di crocodilomorfi basali i cui membri vissero molti milioni di anni prima, tra il Triassico superiore e il Giurassico inferiore.

## Paleoecologia
Edentosuchus viveva in un ambiente costituito da una pianura alluvionale calda e stagionalmente arida. Altri animali tipici di questo ambiente erano tartarughe, pterosauri dsungaripteridi, e dinosauri teropodi, sauropodi, stegosauri, psittacosauri e ornitopodi.